# Ilka Minor
Ilka  Minor Petrasko (Klagenfurt, 30 de abril de 1975) es una copiloto de rally austríaca que compite en el Campeonato Mundial de Rally desde 1997. Ha corrido con diferentes pilotos, como Manfred Stohl, Henning Solberg o Evgeniy Novikov logrando un total de ocho podios, siendo los mejores resultados tres segundos puestos: Chipre 2005, Gran Bretaña 2006 y Cerdeña 2012.
En 2011 fue galardonada con el Trofeo Michael Park, premio que se otorga anualmente en memoria del copiloto fallecido Michael Park.